# 박관천
박관천(1966년~)은 대한민국의 경찰로 청와대 민정수석실 행정관(경정)을 지냈다. 청와대에 파견 근무를 하던 시절 정윤회에 대한 보고를 한 것으로 알려진 인물이다.

## 상세
1966년 경상북도 경산 출생이며, 연세대학교 석사, 동국대학교 박사 과정을 수료하였다.

### 정윤회 비선실세 보고서 유출 사건
2014년 1월 청와대 공직기강비서관실 행정관이었던 박관천은 정윤회가 비선실세라는 보고서를 작성했다. 이 문건이 2014년 11월 세계일보에 유출되어 박관천은 유출 경위에 대한 조사를 받았다.
박관천은 수사 과정에서 "우리나라의 권력 서열이 어떻게 되는 줄 아느냐" "최순실 씨가 1위, 정 씨가 2위이며 박근혜 대통령은 3위에 불과하다"고 말했으나, 당시에는 허무맹랑한 주장으로 치부되었다. 박관천은 문건 유출과 별건인 골드바 수수 혐의로 기소되었으나 고등법원에서 골드바를 5개만 받은걸로 보이고 당시 금괴 가격이 개당 2천만원에 미치지 못해 수뢰액이 1억원 미만으로 공소시효가 지났다며 골드바 수수는 면소, 문건 유출은 집행유예 형을 받았다.